# PIIX
PIIX (PCI IDE ISA Xcelerator)は、マザーボード上のチップセット内でサウスブリッジとして使用されるインテルの集積回路の開発コードネームである。正規の製品シリーズ型番はIntel 82371である。PCIにおいて、他のサウスブリッジと同様に、PIIXは周辺デバイスを接続し制御するために使用される。
本項では節の名称に、PIIXそれぞれの開発コードネームを用いる。

## PIIX
PIIXの最初のバージョンは、ノースブリッジであるIntel 430FXとともに用いるサウスブリッジとして1995年1月に発表された。
PIIXは32ビット幅、133 MB/sのPCIインタフェースでノースブリッジと接続した。DMAをサポートしている。
PIIXは2つのモデルで登場した。
- 82371FB (PIIX) - 標準
- 82371MX (MPIIX) - モバイル

## PIIX3
PIIX3は、ノースブリッジであるIntel 430HX、Intel 430VXとともに用いるサウスブリッジとして1996年2月に発表された。USB 1.1とAPICをサポートしている。
PIIX3は1つのモデルで登場した。
- 82371SB (PIIX3) - 標準

## PIIX4

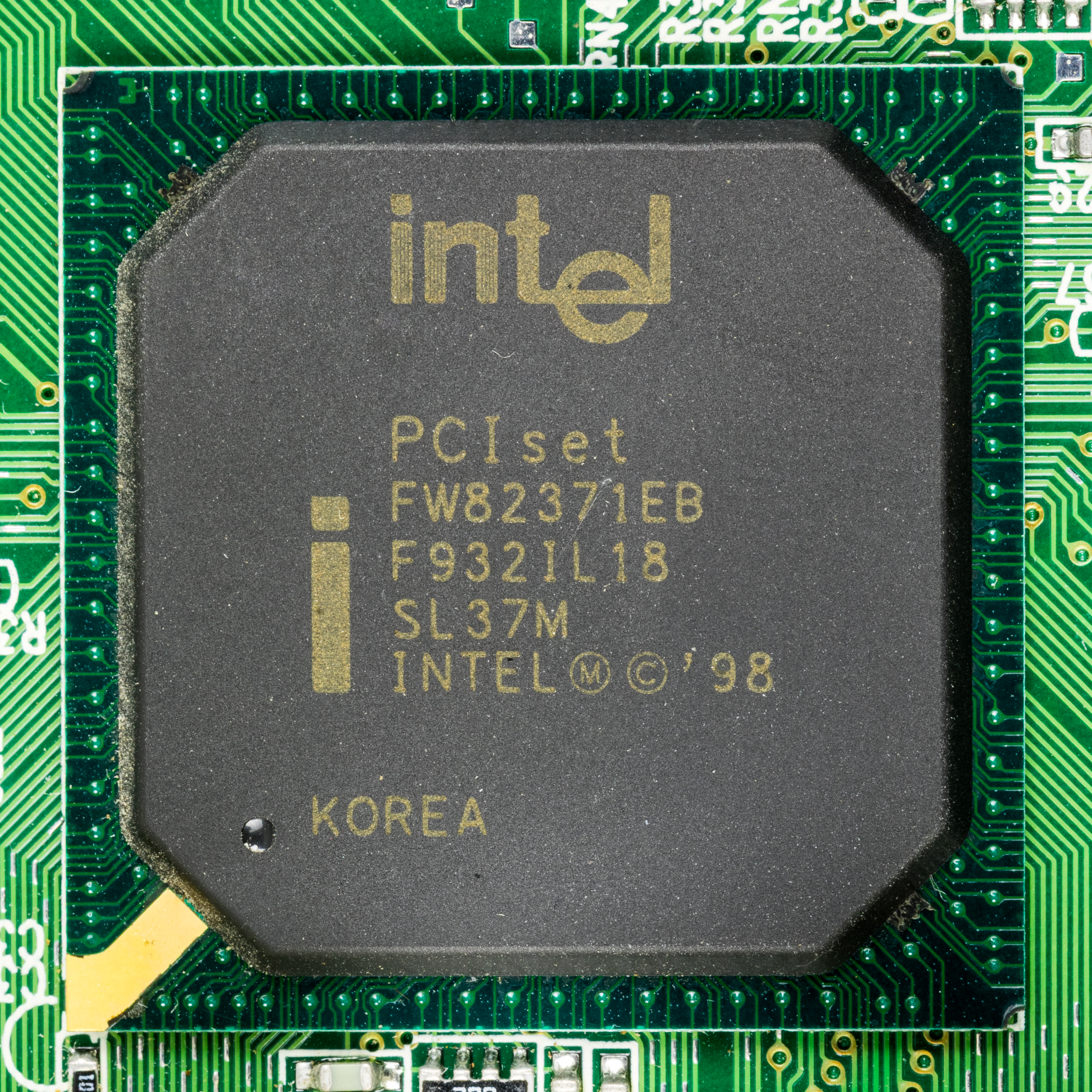
82371EB (PIIX4E)

PIIX4は、ノースブリッジであるIntel 430TXとともに用いるサウスブリッジとして1997年2月に発表された。UltraDMA/33、ACPIをサポートしている。
PIIX4は3つのモデルで登場した。
- 82371AB (PIIX4) - 標準
- 82371EB (PIIX4E) - ACPIを強化
- 82371MB (PIIX4M) - モバイル